# 霍恩贝格
霍恩贝格（德語：Hornberg，發音：[ˈhɔʁnˌbɛʁk] ⓘ）是德国巴登-符腾堡州弗赖堡行政区奥尔特瑙县的城市，面积54.45平方千米，2023年12月31日人口为4,256人。

## 友好城市
- 法國 比什维莱尔